# Alexandru Cicâldău
Alexandru Cicâldău (Medgidia, 1997. július 18. –) román válogatott labdarúgó, az Universitatea Craiova középpályása.
Pályafutását a Viitorul Constanța csapatában kezdte, majd 2018 nyarán az Universitatea Craiovához igazolt. Utóbbival több mint 100 bajnoki mérkőzésen lépett pályára, és két trófeát (Román Szuperkupa, Román Kupa) nyert, majd 2021-ben külföldre, a Galatasarayhoz igazolt. A 2022–23-as idényre az Ittihad Kalbához, a 2023–2024-es idényre a Konyasporhoz került kölcsönbe. Ezt követően 2024-ben visszatért az Universitatea Craiova csapatához.
A válogatottban 2018 márciusában, egy Izrael elleni barátságos meccsen debütált Románia színeiben. A következő évben az U21-es válogatottban játszott, a 2019-es U21-es labdarúgó-Európa-bajnokságon.

## Pályafutása

### Viitorul Constanța
A Constanța megyében található Satu Nou faluban nőtt fel. Nyolcéves korában kezdett el focizni, kezdetben a Marcon Star Medgidia csapatában játszott, később csatlakozott a Gheorghe Hagi Akadémiához.
2016. március 31-én, 18 évesen debütált az első osztályban a Viitorul Constanța színeiben, az ASA Târgu Mureș elleni 1–1-es idegenbeli döntetlen alkalmával. A 2017–2018-as szezonban 38 alkalommal lépett pályára és egy gólt szerzett.

### Universitatea Craiova
2018. július 6-án négyéves szerződést kötött az Universitatea Craiovával, és megkapta a 10-es mezszámot. A sajtó 750 000 és 1 millió euró közötti átigazolási díjról számolt be. Nyolc nappal később mutatkozott be először a Craiova színeiben, a CFR Cluj elleni 1–0-ra elvesztett Román Szuperkupa döntőben.
2018. október 26-án, az Astra Giurgiu elleni 3–0-s bajnoki győzelem alkalmával szerezte első gólját a csapatban. 2019. március 31-én fejesgólt szerzett a címvédő FCSB elleni 3–2-es idegenbeli vereség alkalmával. Első gólját a nemzetközi kupaporondon a Sabail ellen szerezte az UEFA Európa Liga első selejtezőkörének visszavágóján július 18-án. Szeptemberben 2025-ig meghosszabbította a szerződését az Universitatea Craiovával.
2020. január 31-én, egy félidő alatt kétszer is betalált a Gaz Metan Mediaș 3–1-es siker alkalmával, ez volt karrierjének első duplázása. Június 28-án győztes gólt szerzett a címvédő CFR Cluj elleni 3–2-es idegenbeli győzelem alkalmával, két mérkőzéssel később pedig büntetőt értékesített az FCSB elleni 2–1-es győzelem alkalmával.
A 2020–2021-es szezonban 42 mérkőzésen 12 gólt szerzett az összes sorozatot figyelembe véve, és megnyerte első kupáját, miután a Román Kupa döntőben 3–2-re legyőzték az Astra Giurgiu csapatát. 2021. július 10-én ismét megnyerte a Román Szuperkupát a CFR Cluj ellen.

### Galatasaray
2021. július 24-én ötéves szerződést kötött a török Galatasaray csapatával, egy 6,5 millió eurós, plusz 2 millió euró bónuszokat tartalmazó átigazolás keretében. 2021. augusztus 16-án a Giresunspor elleni Süper Ligás 2–0-s idegenbeli győztes mérkőzésen debütált, és büntetőt is értékesített. 2021. szeptember 16-án játszotta első európai kupamérkőzését a csapatban, az Európa Liga csoportkörében, a Lazio elleni 1–0-s hazai győzelem alkalmával.
2021. október 25-én gólt szerzett a Beşiktaş elleni derbin, amelyet csapata 1–2-re elveszített. Egy hónappal később a Marseille elleni 4–2-es Európa Liga-vereség első félidejében betalált. 2022. március 17-én gólpasszt adott a Barcelona elleni 1–2-es vereség alkalmával.

### Ittihad Kalba
2022. augusztus 27-én egy szezonra kölcsönadták az egyesült arab emírségekbeli Ittihad Kalba csapatának.

### Konyaspor
2023. augusztus 1-jén ismét kölcsönbe került, ezúttal a Süper Ligában szereplő Konyasporhoz.

### Visszatérés az Universitatea Craiovához
A 2024-es nyári átigazolási időszak vége felé, miután meghiúsult egy 3,5 millió eurós átigazolás a belga élvonalban szereplő Westerlo csapatához, arról számoltak be, hogy a Galatasaray kölcsönadja Cicâldăut hazájába, a Petrolul Ploieștihez. Szeptember 9-én az Universitatea Craiova meghiúsította az üzletet, és a pletykák szerint 1,5 millió euróért szerződtették.

## A válogatottban
2018 márciusában meghívót kapott a román válogatottba karrierje során először. 2018. március 24-én, a 83. percben csereként debütált az Izrael elleni barátságos mérkőzésen, amelyet csapata 2–1-re megnyert. Első tétmeccsét november 17-én, a Litvánia elleni 3–0-s győzelem alkalmával játszotta a Nemzetek Ligájában.
A következő évben az U21-es válogatottban lépett pályára a 2019-es U21-es labdarúgó-Európa-bajnokságon. A torna során négy mérkőzésen szerepelt, mindegyiken kezdőként.
2021. március 31-én, tizenkettedik válogatottbeli mérkőzésén, a 2022-es FIFA-világbajnokság selejtező mérkőzésen Örményország ellen szerezte meg első válogatottbeli gólját. 2023-ban hét mérkőzésen szerepelt az EB selejtezőkön, köztük kezdőként a Svájc elleni 1–0-s győzelem során, amely biztosította Románia első helyét az I. csoportban.

### Góljai a román válogatottban
| #  | Dátum              | Ellenfél     | Eredmény | Kiírás              | Esemény     |
| -- | ------------------ | ------------ | -------- | ------------------- | ----------- |
| 1. | 2021. március 31.  | Örményország | 2 – 3    | VB-selejtező        | 62' 72' 81' |
| 2. | 2022. március 29.  | Izrael       | 2 – 2    | Barátságos mérkőzés | 10' 57'     |
| 3. | 2022. november 20. | Moldova      | 5 – 0    | Barátságos mérkőzés | 61' 77'     |

## Játékstílusa
Cicâldău képes védekezésben és támadásban is segíteni csapatát. A korábbi román válogatott Gheorghe Craioveanu box-to-box középpályásként jellemezte. Külön dicséretet kapott a technikássága és munkamorálja miatt.

## Sikerei, díjai
Viitorul Constanța
- Román bajnok: 2016–2017
- Román szuperkupa ezüstérmes: 2017

 Universitatea Craiova
- Román kupagyőztes: 2020–2021
- Román szuperkupa: 2018 (ezüstérmes), 2021 (aranyérmes)

 Galatasaray
- Török bajnok: 2022–2023

Egyéni
- Liga I A szezon csapata: 2018–2019, 2019–2020, 2020–2021[40]
- Gazeta Sporturilor A hónap játékosa: 2021 november[41]

## Fordítás
- Ez a szócikk részben vagy egészben  az   Alexandru Cicâldău című angol Wikipédia-szócikk fordításán alapul.  Az eredeti cikk szerkesztőit annak laptörténete sorolja fel. Ez a jelzés csupán a megfogalmazás eredetét és a szerzői jogokat jelzi, nem szolgál a cikkben szereplő információk forrásmegjelöléseként.